# Moviment Antropofàgic
El Moviment Antropofàgic (Movimento Antropofágico en portuguès) va ser una manifestació artística brasilera apareguda en el tram final de la dècada del 1920, sent una de les branques derivades del modernisme brasiler. Va ser promoguda pel matrimoni format per la pintora Tarsila do Amaral i l'escriptor Oswald de Andrade.

## Bases
Partint de les bases establertes per l'anterior Manifesto Pau-Brasil (O. de Andrade, 1924), que promulgava una creació artística exportable genuïnament brasilera; aquest nou moviment proposava la deglució de la cultura externa (d'aquí el nom "antropofàgic"). Aquesta influència podia arribar directament de l'estranger, habitualment dels Estats Units d'Amèrica o d'Europa; com podia tractar-se d'una cultura ja existent al país, com la dels afrobrasilers o dels eurodescendents. Aquestes cultures alienes no havien de ser rebutjades ni tampoc copiades, sinó que havien de ser païdes (assimilades) i transformar-se en un component addicionat a la nova producció cultural brasilera que, ara sí, podria ser consumida en l'exterior. Era, doncs, una declaració d'insubmissió vers la prevalença europea i nord-americana que havien dominat el Brasil des del 1500.
Les directrius del moviment van ser publicades per Andrade en un manifest. En paraules de l'autor, es pretenia «el devorament cultural de les tècniques importades, per reelaborar-les amb autonomia, convertint-les en un producte d'exportació».

## El Manifest Antropòfag
El Manifesto Antropófago fou un manifest publicat l'any 1928 per Oswald de Andrade. Va inspirar-se en el quadre Abaporu, obra que la seva esposa Tarsila do Amaral havia fet per ell en motiu del seu aniversari. Aquest escrit va vehicular tot el moviment antropofàgic.

### Text

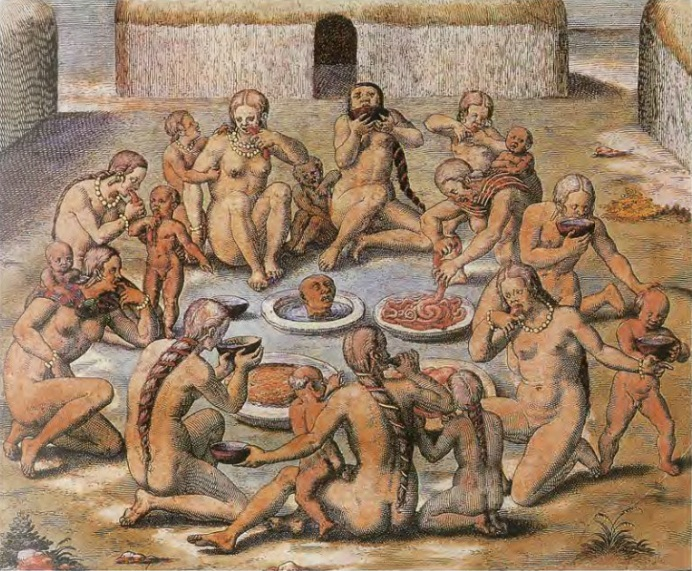
El francès Theodor de Bry, al, va pintar els costums caníbals del poble tupinambá.

La redacció del text pren l'estli característic del modernisme, com ja havia fet servir Andrade al Pau-Brasil quatre anys enrere.

#### Tupy or not tupy
Una de les frases més conegudes, transformada en lema del moviment, va ser Tupy, or not tupy, that is the question (escrita en anglès). Per una part, substitueix l'original shakespearià To be or not to be, donant a entendre que és el moment de triar entre ser o no ser tupis, ser o no ser brasilers. Els tupis són un dels pobles amerindis més estesos en l'època del Brasil colonial i practicaven rituals caníbals. En aquesta locució, de fet, els tupis s'han menjat al propi Shakespeare (reemplaçant la seva frase), una al·legoria del que pretenia el moviment antropofàgic.

#### Bispo Sardinha
Oswald va datar el seu escrit "l'any 374 de la deglució del Bisbe Sardinha". Fa referència al bisbe portuguès Pero Fernandes Sardinha (? - 1556), que va ser víctima d'un naufragi al litoral nordestí del Brasil. Fou capturat per indis caetés i sacrificat en un ritual antropofàgic. En realitat, Andrade s'equivoca en el càlcul de la datació, que hauria d'haver estat el 372. De nou, un trencament amb l'statu quo, renunciant al calendari gregorià per establir-ne un de nacional.

### Influències
Entre les influències rebudes per Andrade i que es poden observar en el manifest, destaquen: Karl Marx, Sigmund Freud, André Breton, Francis Picabia. Jean-Jacques Rousseau, Michel de Montaigne o Hermann Keyserling.

## La revista

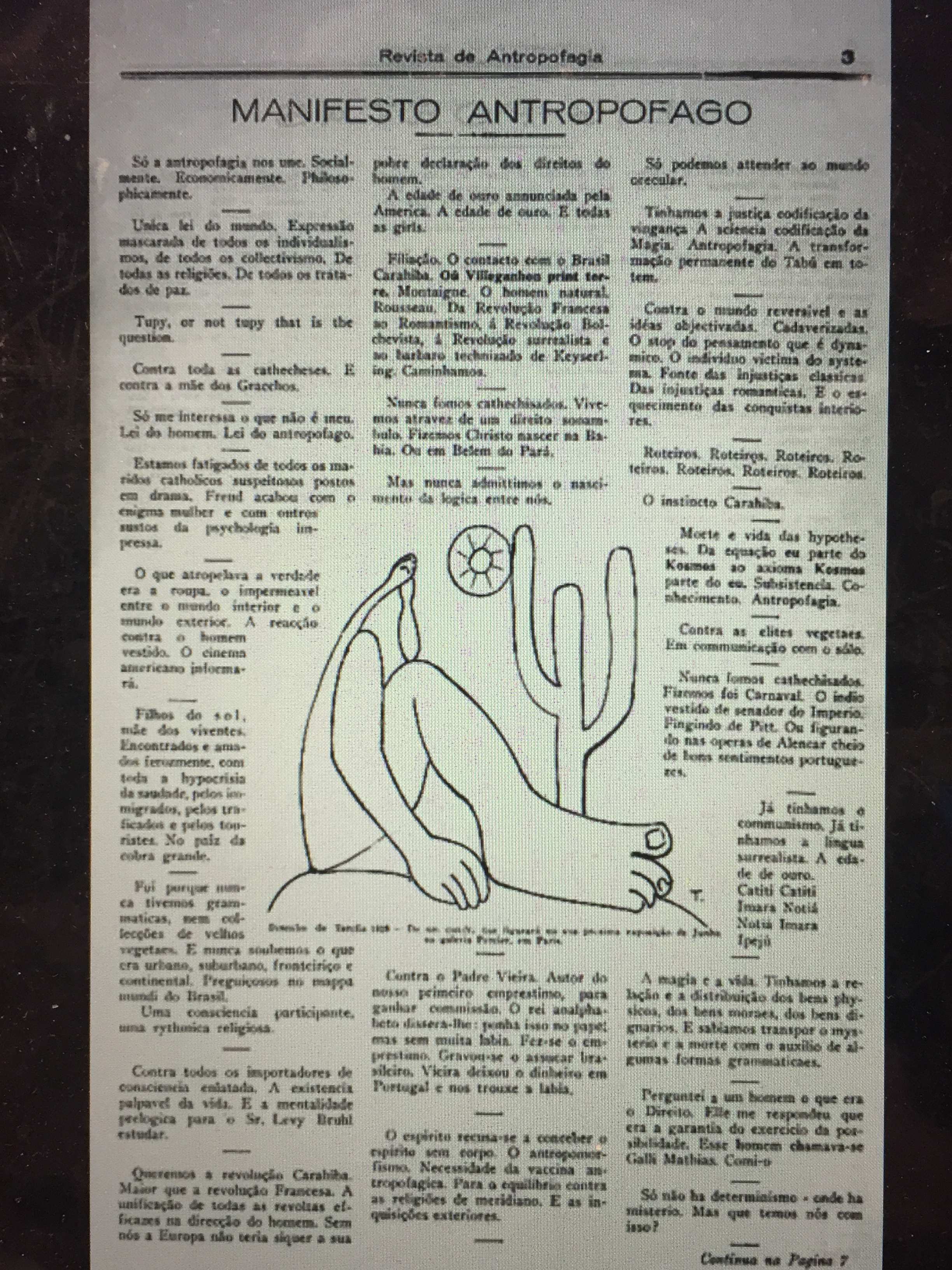
Publicació del Manifesto Antroófago a la Revista de Antropofagia, el maig de 1928.

El manifest d'Andrade va ser publicat en el primer número de la Revista de Antropofagia, creada expressament a São Paulo per l'ocasió. Fou una publicació periòdica que va editar un total de 25 números en poc més d'un any. Tingué dues fases o dentições ("dentadures"):

### 1a Dentição
Sota la direcció d'Antônio de Alcântara Machado i Raul Bopp es van publicar 10 números, entre maig de 1928 i febrer de 1929. La revista va reunir les plomes més populars de la literatura del moment: Plínio Salgado, Mário de Andrade, Jorge de Lima, Carlos Drummond de Andrade, Manuel Bandeira, Menotti Del Picchia, Oswaldo Costa, Pagu, Murilo Mendes, etc.

### 2a Dentição
En la seva segona fase, iniciada el març del 1929, la revista fou dirigida per Geraldo Ferraz. 15 números van sortir al carrer, dintre del Diário de São Paulo. L'última edició va ser publicada l'1 d'agost de 1929.

## Llegat

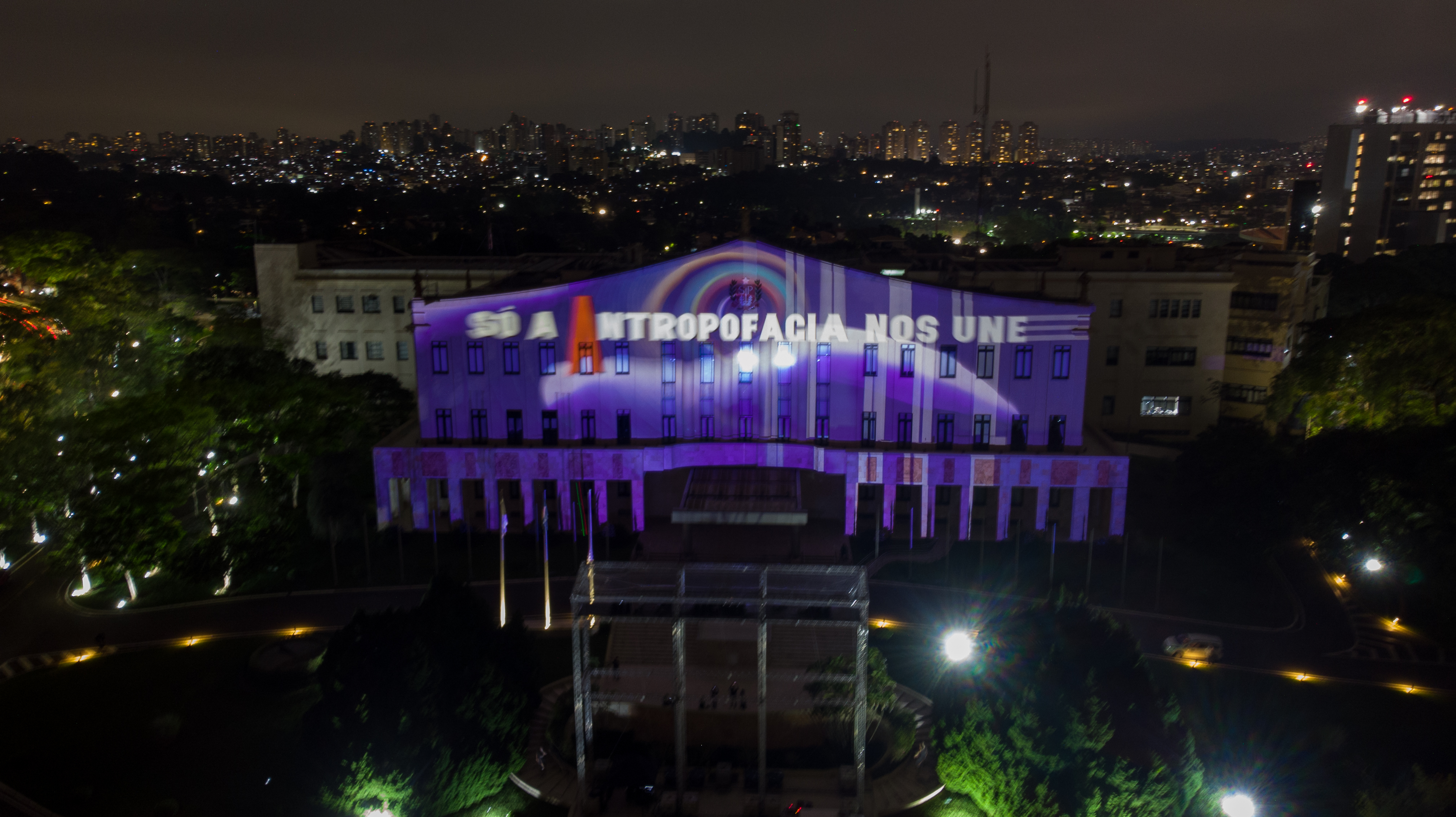
Vídeo mapping durant la commemoració del centenari de la Setmana d'Art Modern, en la que es llegeix el missatge "Tan sols l'Antropofàgia ens uneix".

A la dècada dels 60, el poeta concret Augusto de Campos, va donar a conèixer l'obra d'Oswald de Andrade a l'artista plàstic Hélio Oiticica i al músic Caetano Veloso, que van veure en el Manifest una gran influència artística aplicable al nou moviment Tropicália. Veloso va declarar: «la idea del canibalisme cultural ens encaixava com un guant, als tropicalistes. Desitjavem cruspir-nos els Beatles i en Jimi Hendrix». En l'àlbum de 1968 Tropicalia ou Panis et Circensis, Gilberto Gil i Torquato Neto esmenten el Manifest explícitament en la cançó Geléia geral.
L'any 1990, l'artista brasiler Antonio Peticov va crear un mural en honor al que hauria estat el centenari d'Andrade. L'obra O Momento Antropofágico com Oswald de Andrade es va instal·lar a l'estació de República del Metro de São Paulo.